# Casa señorial de Kameņeca
La casa señorial de Kameņeca (en letón: Kameņecas pils) es un edificio ubicado en el municipio de Aglona, en el distrito de Preiļi, situado en el este de Letonia. Se encuentra en la región histórica de Latgalia.
Es propiedad de la parroquia de la basílica de Aglona. Se trata de una construcción neogótica del siglo xviii, pero reconstruida en el xx, y cuenta con pinturas murales, al igual que otras casas de la región como las de Krāslava o Preiļi. Fue la propiedad de varias familias nobles: los Foelkersam, primero; los Pavlovichi, después; y los Reutu, finalmente. El último propietario fue Michael Reutu.
Después de la Reforma Agraria Letona de 1927, albergó un monasterio católico de mujeres y un gymnasium, que operó desde el 18 de noviembre de 1929 hasta el 17 de junio de 1940. El director fue Monseñor Alice Brooks. El monasterio y el gymnasium fueron operados por la congregación de las Hermanas del Pobre Niño Jesús, que llegaron a Jaunaglonā desde Viena por invitación del arzobispo Antonijs Springovičs.
Posteriormente, durante la era soviética, fue fundada en 1940 en la propiedad la Escuela de Mecanización de Aglona, después la Escuela de Agricultura, y después la Escuela de Secundaria de Jaunaglonā. La escuela fue disuelta en 2015. En la actualidad la mansión es administrada por la parroquia de Aglona.
En los terrenos de la casa hay una plantación dendrológica y uno de los molinos hidráulicos más antiguos de Letonia.